# Champions Hockey League
|  | Denne artikel handler om ligaen, der blev lanceret i 2014-15. For den tidligere inkarnation af ligaen, se Champions Hockey League (2008-09). |
Champions Hockey League er en europæisk ishockeyturnering lanceret af 26 klubber, seks ligaer og International Ice Hockey Federation (IIHF), som starter i sæsonen 2014–15. Turneringen har deltagelse af de bedste klubhold fra de bedste ishockeyligaer i Europa, bortset fra Kontinental Hockey League.
Alle rettigheder til ligaen ejes af selskabet European Ice Hockey Club Competition AG med hjemsted i Zürich, hvis aktier er fordelt mellem de 26 stiftende klubber (63 %), de seks stiftende ligaer (25 %) og IIHF (12 %).

## Historie
IIHF lancerede en turnering med samme navn i 2008 i sit 100-års jubilæumsår. Den eneste sæson i denne turnering blev spillet fra 8. oktober 2008 til 28. januar 2009 og blev vundet af ZSC Lions, som dermed kvalificerede sig til Victoria Cup 2009. IIHF havde planlagt endnu en sæson i 2009-10 men blev tvunget til at aflyse turneringen på grund af manglende sponsorer og uenighed om formatet.
Den 9. december 2013 offentliggjorde IIHF officielt, at man sammen med 26 klubber og seks ligaer havde lanceret en ny turnering med det samme navn, med udgangspunkt i European Trophy, som skulle starte i sæsonen 2014-15. De seks stiftende ligaer var SHL fra Sverige, EBEL fra Østrig, Tjekkiets Extraliga, den finske Liiga, DEL fra Tyskland og Schweiz' NLA. De 26 stiftende klubber var:
| EBEL | Extraliga                                                             | Liiga                                                | DEL                                                            | NLA                                           | SHL                                                                 |
| --- | --------------------------------------------------------------------- | ---------------------------------------------------- | -------------------------------------------------------------- | --------------------------------------------- | ------------------------------------------------------------------- |
| EC Red Bull Salzburg Vienna Capitals | HC Bílí Tygři Liberec HC Pardubice HC Sparta Praha HC Vítkovice Steel | HIFK JYP Jyväskylä KalPa Oulun Kärpät Tappara HC TPS | Adler Mannheim Eisbären Berlin ERC ingolstadt Krefeld Pinguine | SC Bern HC Fribourg-Gottéron ZSC Lions EV Zug | Djurgårdens IF Frölunda HC Färjestad BK HV71 Linköpings HC Luleå HF |
| · Salzburg Vienna Capitals Liberec Pardubice Sparta Vítkovice HIFK JYP KalPa Kärpät Tappara TPS Mannheim Eisbären Berlin Ingolstadt Krefeld Bern · Fribourg ZSC · Zug Djurgården Frölunda Färjestad HV71 Linköping LuleåChampions Hockey Leagues stiftende klubber. Ligaer: EBEL, Extraliga, Liiga, DEL, NLA, SHL. |                                                                       |                                                      |                                                                |                                               |                                                                     |

## Præmier
Vinderen af turneringen vil blive kåret som Europas bedste klubhold og modtager "European Trophy" som præmie.
I sæsonen 2014-15 vil de 44 deltagende hold kæmpe om en samlet præmiesum på 1.500.000 euro. Fordelingen af præmiepengene er imidlertid endnu ikke offentliggjort.

## Hold
Hver sæsonen får turneringen deltagelse af mindst 40 klubber fra mindst otte forskellige national ishockeyligaer. Holdene kan kvalificere sig til turneringen ved at opnå en A-, B- eller C-licens.
- A-licens: De 26 stiftende klubber opnår en "A-licens", forudsat at de spiller i den højst rangerende division i deres respektive ligasystem.[4]

- B-licens: To hold – det bedste hold i grundspillet og det bedste hold i slutspillet i den foregående sæson, der ikke har opnået en A-licens – fra hver af de stiftende ligaer kan opnå en B-licens.[5] B-licenser bliver uddelt i følgende rækkefølge:[5][6]

1. National mester (vinder af slutspillet).
2. Vinder af grundspillet.
3. Nr. 2 i grundspillet.
4. Nr. 2 i slutspillet.
5. Bedste tabende semifinalist i slutspillet.
6. Dårligste tabende semifinalist i slutspillet.

Hvis ligaerne derefter stadig ikke har opnået deres garanterede antal pladser i turneringen (EBEL: 4; DEL, NLA og Extraliga: 5; SHL og Liiga: 6) kan holdene, der sluttede grundspillet som nr. 3 eller 4 også komme på tale.
- C-licens: 2-6 "wild card"-hold fra andre ligaer end de seks stiftende ligaer får også lov at deltage. Holdene med C-licens bliver udvalgt blandt vinderne af Elite.A (Italien), Elite Ice Hockey League (Storbritannien), GET-ligaen (Norge), Ligue Magnus (Frankrig), Metal Ligaen (Danmark) og Slovakiets Extraliga.[3]

## Sæsonen 2014-15
Grundspillet i sæsonen 2014-15 bliver spillet i perioden 21. august - 7. oktober 2014. Turneringen har deltagelse af 44 klubber, der er inddelt i 11 grupper med fire hold, der hver spiller en dobbeltturnering alle-mod-alle. De 11 gruppevindere og de fem bedste toere går videre til slutspillet, som begynder den 4. november 2014 og slutter med finalen den 4. februar 2015.